# Crepidotus novae-zelandiae
Crepidotus novae-zelandiae är en svampart som beskrevs av Pilát 1950. Crepidotus novae-zelandiae ingår i släktet rödmusslingar och familjen Inocybaceae.   Inga underarter finns listade i Catalogue of Life.